# پنوانگ
پنوانگ (به آلمانی: Pennewang) یک منطقهٔ مسکونی در اتریش است که در ناحیه ولس لند واقع شده‌است. پنوانگ ۱۸ کیلومتر مربع مساحت دارد ۳۹۶ متر بالاتر از سطح دریا واقع شده‌است.